# Entressen
Entressen est un quartier de la ville d'Istres limitrophe des communes de Miramas et Saint-Martin-de-Crau. Situé dans le canton d'Istres, il est particulièrement excentré en raison de son origine historique. Ses habitants sont appelés les Entressenois.
Village formé autour des nombreux mas présents dans cette partie de la Crau, il a été rattaché à Istres puis s'est fortement développé dans les années 1970 avec l'arrivée des industries sur le bassin de Fos-sur-Mer et l'extension de la base aérienne d'Istres. Bien qu'il n'ait pas le statut de commune, Entressen est desservi par un code postal particulier (13118).

## Géographie

### Situation

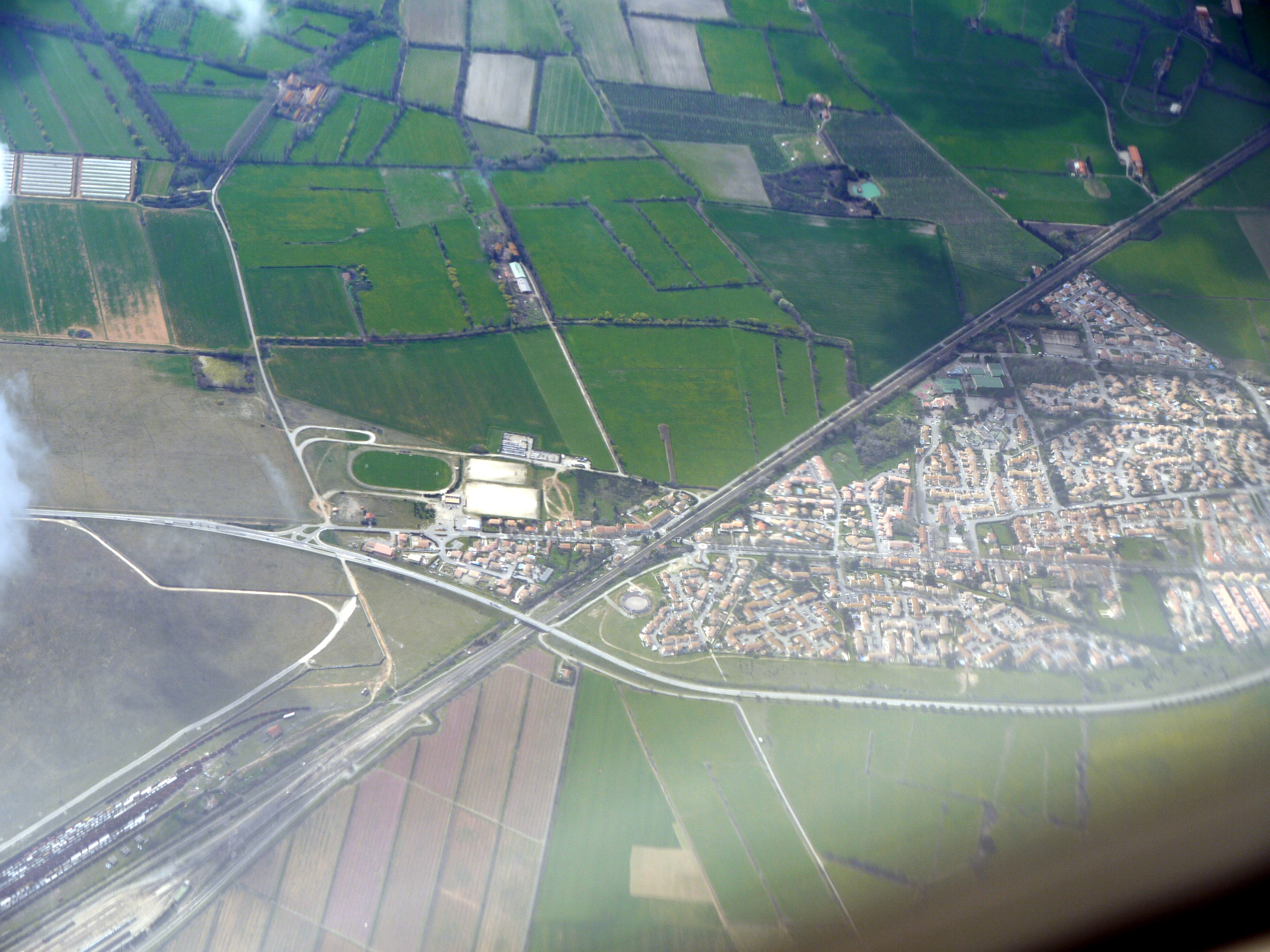
Entressen vue du ciel

Le quartier se trouve à l'est de la Plaine de la Crau, entre les villes de Saint-Martin-de-Crau et Miramas à près de dix kilomètres du centre-ville d'Istres.

### Accès

#### Routes
Entressen est relié par la route départementale D5 à Istres et la  route départementale D10 à Miramas. Accès à l'autoroute A54 à Saint-Martin-de-Crau ou à Grans.

#### Transports publics
Le quartier est relié par plusieurs lignes du réseau de bus Ulysse :
- Ligne 1 : Qui permet une liaison limitée avec les villes de Miramas et Fos-sur-mer.
- Ligne 9 : Qui permet de rejoindre le centre d'Istres de manière régulière.
- Navette Marché Miramas : Qui permet de rejoindre le marché de Miramas. Elle ne circule que le jeudi matin.
- TAD : Le service de transport à la demande du réseau offre également une déserte des points d'arrêt du village.

S'ajoute à ses lignes d'autres liaisons réservées au transport scolaire permettant de rejoindre les établissements de villes plus éloignées (Salon de Provence, Martigues, etc.).
Concernant les liaisons ferroviaires, elles sont inexistantes bien que le quartier soit traversé par la voie ferrée Avignon - Marseille. Par ailleurs, une gare existe bien à Entressen, mais celle-ci a été fermée au trafic voyageur par la PLM en 1938. Aujourd'hui, les gares les plus proches sont celles de Miramas et d'Istres.

### Hydrographie
- L'étang d'Entressen
- Étang du Luquier

## Histoire

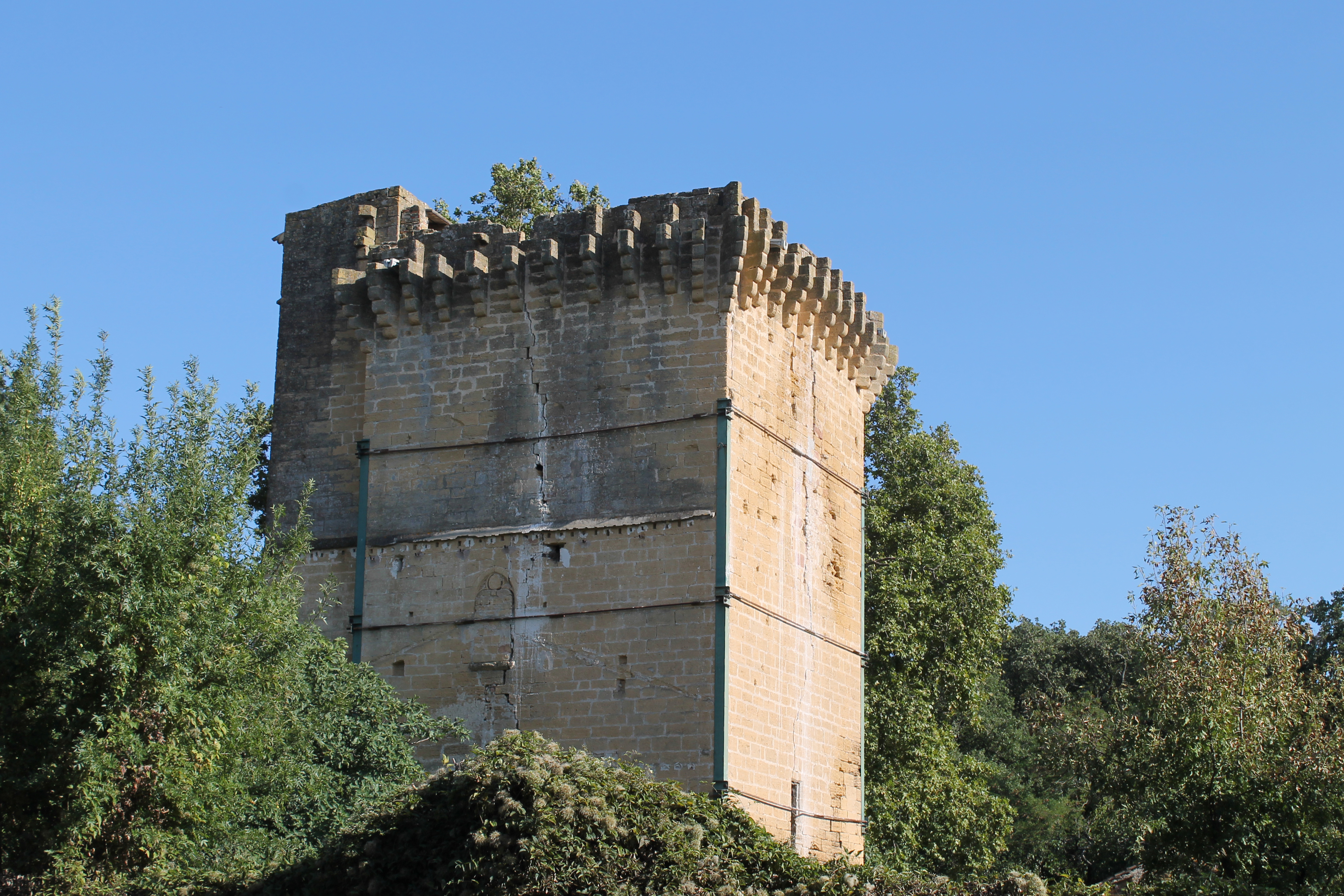
La tour de la reine Jeanne Ire

L'occupation du secteur de l'étang d'Entressen est attestée de la période protohistorique à l'Antiquité tardive. Plusieurs bergeries antiques y ont été découvertes. 
La première mention connue remonte à une charte de 1186, mentionnant l'"ecclesiam Sancte Marie de Transen". Ce terroir est un secteur de vastes coussouls (terrains de dépaissance pour les ovins), donnant lieu à divers conflits de bornage avec Arles au XIIIe siècle.
La Tour d'Entressen est élevée dans la première moitié du XIVe siècle par la famille des Baux. Elle leur est confisquée, avec toutes leurs autres possessions, par la reine Jeanne Ire de Naples en 1377. Le terroir est alors rattaché au castrum d'Istres. Durant les troubles de la fin du XIVe siècle, la tour devient un enjeu stratégique, et on y maintient un  capitaine.[réf. nécessaire] La mort de la reine Jeanne Ire ouvre une crise de succession à la tête du comté de Provence, les villes de l’Union d'Aix (1382-1387) soutenant Charles de Duras contre Louis Ier d'Anjou. Le roi de France, Charles VI, intervient et envoie le sénéchal de Beaucaire, Enguerrand d'Eudin, qui fait la conquête d’Entressen à l’été 1383. Lorsque Louis Ier meurt et que sa veuve, Marie de Blois, arrive en Provence pour défendre les droits de son fils Louis II, elle réclame que le sénéchal lui cède la ville, ce qu’il refuse par instruction du roi de France.
Entressen, comme Istres, est vendu par le neveu du roi René, Charles IV du Maine, à un marchand aixois, Bertrand Foissard, en 1476. La famille Foissard détiendra ainsi les seigneuries d'Istres et d'Entressen jusqu'en 1609. Celles-ci deviennent ensuite la propriété du duc de Mercœur, puis de César de Vendôme (fils d'Henri IV et Gabrielle d'Estrées).
Après les Vendôme, les seigneuries sont vendues à un de leurs créanciers, Maximilien Titon, puis au maréchal duc de Villars, et enfin aux Galliffet en 1772.
Sous la Révolution, l'ensemble des biens seigneuriaux dépendant de Magnan et d'Entressen - tout comme ceux de la communauté de Sulauze - seront encadastrés avec ceux d'Istres, donnant au terroir d'Istres son étendue actuelle.

## Vie Locale

### Administration
Entressen dépend administrativement de la mairie d'Istres. En outre, une mairie-annexe est présente sur le village.

### Démographie
La population d'Entressen est estimée à environ 5 000 habitants. Celle-ci à s'est fortement développée à partir de 1972 avec la construction de nouveaux lotissements.

### Éducation
Le quartier possède une école maternelle et une école primaire. La plupart des collégiens vont au collège Elie Coutarel à Istres.
Pour le lycée, les plus proches sont à Istres ou Miramas. Pour l'enseignement supérieur, les facultés les plus proches sont celles d'Aix-Marseille Université.

### Sport
De nombreux équipements sportifs sont présents sur le quartier :
- Base nautique
- Boulodrome
- Complexe nautique
- Courts de tennis
- Gymnase
- Pas de tir à l'arc
- Salle de musculation
- Stade
- basket-ball

### Activités économiques
- Agriculture

### Manifestations culturelles et festivités
- La fête du foin
- La fête votive d'Entressen (et la fête foraine) est très réputée dans ses alentours notamment pour sa bonne ambiance grâce à son aspect familial. Elle intervient chaque année le premier week-end du mois de juillet.

### Patrimoine
- La tour de la reine Jeanne et sa chapelle (XIVe), construite en 1341[5].

## Environnement

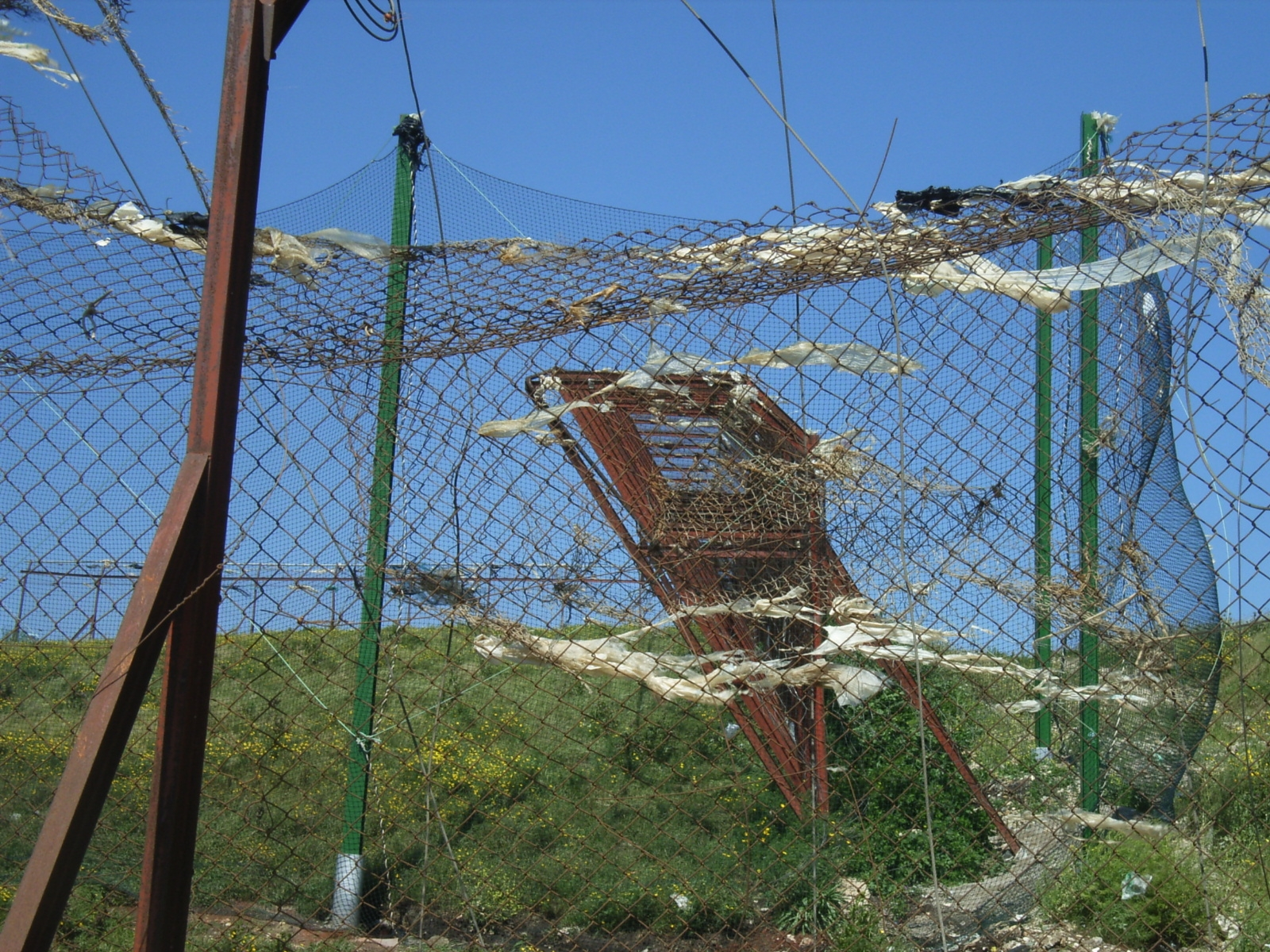
Déchets de la décharge de la Crau

Jusqu'en 2010, les déchets et ordures ménagères de la ville de Marseille étaient vidés aux confins d'Entressen dans la décharge de la Crau (injustement nommée d'Entressen alors qu'elle est située sur le territoire de la commune de Saint-Martin-de-Crau), la plus vaste décharge à ciel ouvert d'Europe. De 1912 à mars 2010, cette décharge a pollué le sol et l'air environnants et n'a toujours pas reçu de statut juridique définitif. Selon les conventions européennes, elle aurait dû être fermée en 1998. À l'intérieur de la décharge, les ordures sont entassées par couches successives jusqu'à une hauteur de 60 mètres. Une couche d'ordures récentes alterne avec une couche d'ordures anciennes décomposées, dites "vieilles gadoues", qui servaient à stabiliser l'ensemble. Les goélands, qui y trouvaient des ressources sans cesse renouvelées, pullulaient dans cette zone.
En mars 2010, toutefois, la décharge a réellement été fermée, depuis, des travaux d'enfouissement sont en cours. En outre, les déchets de Marseille sont désormais incinérés pour partie à Fos-sur-Mer.